# Sweet Tooth: Chlapec s parožím
Sweet Tooth: Chlapec s parožím (v anglickém originále Sweet Tooth) je americký fantastický televizní seriál, adaptace komiksové série Sweet Tooth od vydavatelství Vertigo ze skupiny DC Comics. Zveřejněn byl na službě Netflix 4. června 2021, objednávka první osmidílné řady byla oznámena 12. května 2020. K ohlášení druhé, rovněž osmidílné série došlo 29. července 2021.

## Příběh
Gus je lidsko-jelení hybrid, který opustí svůj domov v lesích a vydá se hledat vnější svět téměř zničený kataklyzmatickou událostí. Aby našel odpovědi na své otázky o novém světě a o záhadě svého původu, připojí se k chudé rodině lidsko-zvířecích hybridů.

## Obsazení
- Nonso Anozie jako Tommy Jepperd
- Christian Convery jako Gus
- Adeel Akhtar jako doktor Aditya Singh
- Stefania LaVie Owen jako Bear
- Dania Ramirez jako Aimee Eden
- Aliza Vellani jako Rani Singh
- James Brolin jako vypravěč
- Will Forte jako Pubba

## Seznam dílů
| Č. v seriálu | Původní název                   | Český název           | Režie            | Scénář                         | Premiéra na Netflixu |
| ------------ | ------------------------------- | --------------------- | ---------------- | ------------------------------ | -------------------- |
| 1            | Out of the Deep Woods           | Ven z lesů            | Jim Mickle       | Jim Mickle                     | 4. června 2021       |
| 2            | Sorry About All the Dead People | Všichni ti mrtví lidé | Jim Mickle       | Jim Mickle a Beth Schwartz     | 4. června 2021       |
| 3            | Weird Deer S**t                 | Jelení voloviny       | Alexis Ostrander | Michael R. Perry               | 4. června 2021       |
| 4            | Secret Sauce                    | Tajná směska          | Toa Fraser       | Justin Boyd a Haley Harris     | 4. června 2021       |
| 5            | What's in the Freezer?          | Tajemství mrazáku     | Robyn Grace      | Christina Ham                  | 4. června 2021       |
| 6            | Stranger Danger on a Train      | Nebezpečí ve vlaku    | Jim Mickle       | Noah Griffith a Daniel Stewart | 4. června 2021       |
| 7            | When Pubba Met Birdie           | Jak Pába potkal Ptáče | Toa Fraser       | Beth Schwartz                  | 4. června 2021       |
| 8            | Big Man                         | Obr                   | Jim Mickle       | Jim Mickle                     | 4. června 2021       |